# Juan José Mieza
Juan José Mieza Goiri (Barakaldo, 10 febbraio 1915 – Castro-Urdiales, 12 dicembre 1999) è stato un calciatore spagnolo, di ruolo difensore.

## Carriera

### Club
Dopo essere cresciuto nella florida cantera dell'Athletic Bilbao, debutta in Primera División spagnola nella stagione 1935-1936, nella partita Valencia-Athletic Bilbao (1-1) del 15 marzo 1936.
Al termine della Guerra Civile Spagnola viene mandato in prestito per un anno al Barakaldo, per tornare poi a Bilbao l'anno successivo. 
Con i Rojiblancos  trascorre altre sei stagioni, in cui colleziona 104 presenze e vince due campionati e tre Coppe del Re.
Conclude la carriera nel 1946 dopo una stagione al Real Murcia.

### Nazionale
Colleziona due presenze con la Nazionale di calcio della Spagna. Viene convocato per la prima volta il 12 gennaio 1941, nell'amichevole Portogallo-Spagna (2-2).

## Palmarès

### Club

#### Competizioni nazionali
- Coppa di Spagna: 3

Athletic Bilbao: 1943, 1944, 1944-1945
- Campionato spagnolo: 2

Athletic Bilbao: 1935-1936, 1942-1943